# Alpha (multiplex)
Alpha è stato uno dei multiplex della televisione digitale terrestre a copertura nazionale presenti nel sistema DVB-T italiano; apparteneva a Premiata Ditta Borghini & Stocchetti di Torino, società controllata da Television Broadcasting System.

## Caratteristiche
Il multiplex Alpha trasmetteva in SFN sul canale 57 della banda UHF V in tutta Italia.
Fino al 2016-2017 il mux veicolava generalmente Retecapri e i suoi canali secondari (NekoTV, Capri Gourmet, Capri Fashion, Radiocapri TelevisiON, Retecapri 2, Capri Store, Capri Casinò, Capri Fashion), più talvolta alcune emittenti nazionali indipendenti (per esempio Odeon24). Era differenziato solamente in Puglia e Molise, con l'aggiunta di Telecapri (che in quelle regioni non disponeva di frequenza propria) e Paradise TV (dal 2016).
Negli anni successivi, sono comparse diverse altre versioni locali attive in parte della Calabria e in varie zone della Sicilia, in cui mancano alcuni canali nazionali e soprattutto sono aggiunte numerose emittenti locali indipendenti, che sfruttano il mux Alpha per migliorare la loro copertura: lo stesso fenomeno si verifica, in misura ridotta, sulla versione pugliese. Nel frattempo, a causa delle numerose vendite di LCN, si riducono progressivamente le emittenti secondarie di Retecapri. Il mux Alpha continua inoltre ad ospitare alcuni canali nazionali o interregionali per brevi periodi, fra cui Rete 82 Plus, Alice e Marcopolo (primi mesi del 2020) e 249TV e UnoTV (fino a luglio 2020).
Da luglio 2019, in contemporanea con le frequenze locali di Telecapri, il mux Alpha ospitava uno dei primi segnali italiani destinati alla sperimentazione delle applicazioni interattive HbbTV: si tratta di TRY HbbTV. Difatti, sintonizzandolo si poteva attivare un'applicazione che consentiva di accedere a un bouquet di canali ricevuti via IP, fra cui emittenti locali e canali di test. Questo servizio è divenuto poi inattivo da febbraio 2021 ed è stato in seguito chiuso.
In Sicilia il mux era emesso in diverse versioni locali, chiuse durante il refarming del 2022.

### Refarming delle frequenze
Durante il processo di refarming delle frequenze televisive terrestri (dovuto alla liberazione di parte della banda UHF per fare spazio alla rete telefonica 5G), il mux Alpha viene riconvertito in un diritto d'uso per "mezza rete nazionale senza specificazione di frequenze", applicando il fattore di conversione 0,5 utilizzato per tutti i multiplex nazionali. In seguito l'operatore di rete di Retecapri, la  Premiata Ditta Borghini & Stocchetti di Torino, non partecipa all'asta per l'assegnazione di quattro lotti addizionali di mezzo mux l'uno: di conseguenza, si trova nella necessità di stringere un accordo commerciale con l'unico rimanente depositario di un diritto d'uso per mezzo multiplex, ovvero Europa Way (operatore di rete di Europa 7), per gestire la futura rete nazionale n.12.
Tuttavia, sia Europa Way sia la Premiata Ditta comunicano di non aver raggiunto un accordo. Perciò, l'AGCOM stabilisce una procedura di assegnazione non onerosa tramite graduatoria per la rete nazionale n.12: l'operatore assegnatario dovrà però affittare (stipulando un contratto di servizio) il 50% della banda disponibile all'altro concorrente oppure (nel caso quest'ultimo rinunci al suo diritto di precedenza) a eventuali terzi interessati. Questa procedura viene formalizzata dal MISE in un disciplinare di gara e in una lettera d'invito alla partecipazione rivolta alla Premiata Ditta e a Europa Way, datata 20 maggio 2022. La scadenza per la presentazione delle due domande di partecipazione viene fissata per il 10 giugno 2022.
Intanto, il mux Alpha sull'UHF 57 viene definitivamente disattivato a livello nazionale il 28 giugno 2022.

## Storia
Le notizie si riferiscono alla versione nazionale del mux.

### 2009
- 10 novembre 2009: attivazione del mux Alpha contenente i canali Retecapri, Radio Capri Television, Radio Capri, Capri Store e Retecapri +1.
- 21 novembre 2009: Eliminati Radio Capri Television e Radio Capri.
- 1º dicembre 2009: Partite le trasmissioni di Capri Store.
- 10 dicembre 2009: Cambio di numerazione, Retecapri passa dall'LCN 8 al 9, Capri Store passa all'LCN 21 e Radio Capri Television passa all'LCN 22.

### 2010
- 15 agosto 2010: Cambio di numerazione, Retecapri passa dall'LCN 9 al 21 e Capri Store passa dall'LCN 21 al 9.
- 29 dicembre 2010: Rinominato Retecapri +1 in Test+1.

### 2011
- 11 febbraio 2011: Aggiunto NekoTV ed eliminato Test+1.
- 11 agosto 2011: Aggiunti Capri Gourmet e Capri Casinò.
- 18 settembre 2011: Aggiunta l'LCN 866 a Radio Capri.
- 29 settembre 2011: Cambio di numerazione per Capri Casinò che passa dall'LCN 149 al 65.
- 8 ottobre 2011: Capri Casinò torna all'LCN 149.
- 1 dicembre 2011: Iniziano dopo 2 mesi di Ora poi dopo le Trasmissioni ufficiali di NekoTV

### 2012
- 19 gennaio 2012: Aggiunto Elite Shopping TV ed eliminata Radio Capri.
- 20 gennaio 2012: Capri Gourmet torna all'LCN 55.
- 2 marzo 2012: Aggiunti Retecapri 2 e Radio Capri, eliminato Elite Shopping TV.
- 30 marzo 2012: Aggiunto AB Channel e eliminato Retecapri 2.
- 6 aprile 2012: Eliminato AB Channel e aggiunto Retecapri 2.
- 24 maggio 2012: Attivato il mux Alpha in Puglia con l'aggiunta dei canali Telecapri e Music Italia TV.
- 1º giugno 2012: Aggiunto Arturo all'LCN 20 al posto di Retecapri che invece trasmette sull'LCN 120.
- 22 giugno 2012: Partite le trasmissioni di Capri Gourmet e Capri Casinò.
- 25 giugno 2012: Eliminato Arturo e Retecapri torna all'LCN 20.
- 10 agosto 2012: Eliminato Capri Gourmet che si fonde con Vero Capri.
- 17 ottobre 2012: Rinominato CAPRI in RadioCAPRI.
- 16 novembre 2012: Aggiunti i canali Odeon TV, Nitegate 1 e Nitegate 2 (solamente in Lombardia)
- 26 novembre 2012: Aggiunto Odeon TV (solamente nel Lazio, Campania e Puglia)
- 3 dicembre 2012: Aggiunti i canali Odeon TV, Vero Lady, Nitegate 1 e Nitegate 2 in tutta Italia e rimosso Odeon TV (solamente nel Lazio, Campania e Puglia).
- 5 dicembre 2012: Aggiunto Nitegate Vetrina.
- 14 dicembre 2012: Aggiunto Air.

### 2013
- 1º gennaio 2013: Eliminato e chiuso Vero Lady sostituito da Vero Capri +1.
- 15 gennaio 2013: Eliminati Air e Retecapri 2. Aggiunto Dinamica Channel e un canale test a schermo nero.
- 3 marzo 2013: Aggiunto Utelit TV PIDC.
- 8 marzo 2013: Rinominato Dinamica Channel in Retecapri 2 ma la programmazione rimane di Dinamica Channel.
- 14 marzo 2013: Eliminato Utelit TV PIDC.
- 19 marzo 2013: Riprese le trasmissioni di Retecapri 2 all'LCN 120 al posto di Dinamica Channel.
- 20 giugno 2013: Aggiunto Capri Fashion.
- 15 novembre 2013: Aggiunta Capri Gourmet ed eliminata dalla versione pugliese il canale Music Italia TV.
- 22 novembre 2013: Eliminato Capri Gourmet.
- 26 novembre 2013: Aggiunti Channel24 e Rete Italia e schermo nero per Retecapri 2, Capri Casinò e Capri Fashion.

### 2014
- 24 gennaio 2014: Eliminato Vero Capri +1 e ripristinate le trasmissioni su Retecapri 2, Capri Casinò e Capri Fashion.
- 27 marzo 2014: Aggiunto Fashion Gourmet.
- 29 marzo 2014: Eliminato Fashion Gourmet.
- 31 marzo 2014: Eliminati Channel24 e Rete Italia.
- 2 aprile 2014: Aggiunto Romit TV.
- 18 aprile 2014: Aggiunto Etno TV.
- 23 aprile 2014: Eliminato Etno TV.
- 5 maggio 2014: Aggiunta una copia di Radio Capri Television sull'LCN 163.
- 4 giugno 2014: Radio Capri Television passa definitivamente sull'LCN 163. Aggiunto R101 TV sull'LCN 66.
- 1º luglio 2014: NekoTV passa dall'LCN 45 al 247 al posto di Capri Fashion che viene eliminato. Aggiunto Junior TV.
- 7 agosto 2014: Eliminato Junior TV, aggiunto Capri Fashion, senza LCN Radio Capri Television.
- 1º ottobre 2014: Aggiunta la LCN 520 a Radio Capri Television.
- 20 novembre 2014: Eliminata Romit TV.

### 2015
- 7 gennaio 2015: Eliminati Nitegate 1, Nitegate 2 e Nitegate Vetrina.
- 30 gennaio 2015: Aggiunto Junior TV ed eliminato Capri Fashion.
- 4 febbraio 2015: Eliminato Junior TV e aggiunto NekoTV sul 45.
- 27 febbraio 2015: Aggiunto Capri Fashion.
- 4 marzo 2015: Aggiunto Capri Gourmet.
- 13 aprile 2015: Aggiunto Radio Capri Television sul 66. Eliminato R101 TV.
- 21 aprile 2015: Eliminata la LCN 55 a Capri Gourmet.
- 22 aprile 2015: Eliminato Capri Gourmet.
- 24 aprile 2015: Eliminato Radio Capri Television sul 520 e aggiunto Capri Gourmet.
- 24 giugno 2015: Capri Gourmet ritorna sull'LCN 55.
- 11 ottobre 2015: Aggiunto RetecapriHD sul 520.

### 2016
- 4 marzo 2016: Eliminato Odeon TV.
- 31 marzo 2016: Aggiunti MyTVLife e MyTVHome.
- 13 aprile 2016: Aggiunto Paradise TV (solo in Puglia e Molise).
- 20 maggio 2016: Aggiunto Rete 82 Plus.
- 4 agosto 2016: Eliminati MyTVLife e MyTVHome.
- 5 agosto 2016: Aggiunto Video M Italia TV (solo in Puglia e Molise).

### 2017
- 1º maggio 2017: Eliminato e chiuso NekoTV.
- 5 maggio 2017: Eliminati Retecapri, Retecapri 2 e RetecapriHD.
- 9 maggio 2017: Rinominato RadioCapri TelevisiON in Capri Television.
- 24 maggio 2017: Aggiunto Capri Television HD (copia del canale SD) e la dicitura "HD" a Capri Casinò.
- 1º agosto 2017: Eliminato e chiuso Capri Gourmet.
- 27 dicembre 2017: Aggiunto Odeon 24.
- 30 dicembre 2017: Aggiunto Reteconomy.

### 2018
- 4 aprile 2018: Eliminati Capri Television e Capri Television HD e aggiunti Retecapri e Retecapri HD (copia del canale SD).
- 27 giugno 2018: Aggiunta 249 TV.
- 4 settembre 2018: Aggiunto Italia Network 2.

### 2019
- 1º gennaio 2019: Rete 82 Plus diventa Svizzera Italiana SVI 82 (mantenendo lo stesso identificativo) e aggiunta Quinta TV.
- 22 gennaio 2019: Rinominato Rete 82 Plus in Svizzera Italiana SVI 82.
- 25 febbraio 2019: Eliminato Quinta TV.
- 4 marzo 2019: Eliminate le LCN 66 e 566 a Retecapri e Retecapri HD.
- 5 marzo 2019: Eliminata la LCN 122 a Capri Store dove viene aggiunto Retecapri. Eliminato Retecapri HD.
- 11 marzo 2019: Eliminato e chiuso Capri Store.
- 27 marzo 2019: Aggiunto TV Uno.
- 28 marzo 2019: Eliminato Reteconomy.
- 1º aprile 2019: Eliminato Svizzera Italiana SVI 82 e aggiunto Salute & Natura+.
- 18 luglio 2019: Aggiunta l'emittente promozionale TRY HbbTV Capri, che offre diversi segnali sperimentali tramite un'applicazione HbbTV.
- 25 ottobre 2019: 249TV cambia gestione e assume il logo 249SPORT.
- 1º novembre 2019: Eliminata Salute & Natura+.
- 3 dicembre 2019: Eliminato il duplicato di 249TV sulla LCN 225.

### 2020
- 8 gennaio 2020: Aggiunti Alice e Marcopolo.
- 10 gennaio 2020: Eliminato TRY HbbTV Capri in nazionale (Paradise TV sul mux pugliese è provvisoriamente rimosso, torna il 15 gennaio e scompare di nuovo entro i mesi successivi).
- 12 aprile 2020: TV Uno termina momentaneamente le trasmissioni e diventa duplicato di 249 TV.[4] Riprenderà programmazione autonoma alcuni giorni dopo.
- 1º maggio 2020: Fine delle trasmissioni per Alice e Marcopolo, che passano sul nuovo canale Alma TV - Alice & Marcopolo sul mux TIMB 2.[5] I canali erano già a schermo nero dal 27 aprile. TV Uno e 249TV restano a schermo nero per alcuni giorni, riprendono a trasmettere dal 6 maggio.
- 18 maggio 2020: Reinserito TRY HBBTV.[6]
- 10 luglio 2020: Donna Shopping su TV UNO mentre 249TV diventa un duplicato di quest'ultimo.[7]
- 15 luglio 2020: Eliminati 249TV e TV UNO.

### 2021
- 4 febbraio 2021: Aggiunti 225 TV, che trasmette Tele Shopping, e i suoi canali copia 249 SPORT e TV1.
- 12 marzo 2021: Eliminati Alice e Marcopolo.
- 2 aprile 2021: Aggiunto RETE 82 PLUS.
- 8 aprile 2021: Aggiunti EPIQA e WNC.
- 15 aprile 2021: Aggiunti BIKE, BFC e PREMIO LIVE in HBBTV.
- 30 aprile 2021: Aggiunti La Grande Italia e RETECAPRI.
- 1º maggio 2021: Eliminato RETECAPRI.
- 1º giugno 2021: Aggiunte due copie di ITALIA TV 3.
- 15 giugno 2021: Aggiunto Rochannel Diaspora.
- 17 giugno 2021: Eliminato TRY HBBTV.
- 7 luglio 2021: Eliminato ITALIA TV3.
- 10 luglio 2021: Aggiunto BabelTV in HBBTV.
- 18 agosto 2021: Eliminato BabelTV in HBBTV e aggiunto WELCOME TV in HBBTV.
- 4 ottobre 2021: Rinominato RETE 82 PLUS in LCN82. Aggiunto Amici per l'Italia.
- 27 ottobre 2021: Rochannel Diaspora ha modificato il proprio logo in it CHANNEL.
- 25 novembre 2021: Rinominato Rochannel Diaspora in it CHANNEL e aggiunta una copia sulla LCN 221. WELCOME TV passa sulla LCN 226.
- 30 novembre 2021: Aggiunto ARTE INVESTIMENTI in HBBTV.
- 1º dicembre 2021: Eliminato WNC e aggiunti ITALIA SERA, AMICI NETWORK e R J B. Amici per l'Italia passa sulla 222.
- 3 dicembre 2021: Aggiunto CHANNEL 401.
- 15 dicembre 2021: Eliminato R J B e aggiunto La 9HD. ARTE INVESTIMENTI passa sulla LCN 836.
- 17 dicembre 2021: Rinominato La 9HD in LA 9 HD.
- 29 dicembre 2021: Aggiunti 877 alla LCN 877 e DONNA SHOPPING alla LCN 255.
- 30 dicembre 2021: Aggiunto GENIUS 240.
- 31 dicembre 2021: Aggiunto ZETA TV alla LCN 269 ed eliminato ARTE INVESTIMENTI.

### 2022
- 17 gennaio 2022: Eliminato LA 9 HD e aggiunto TELEMODA. ZETA TV passa in H.264.
- 21 gennaio 2022: Eliminato IT CHANNEL alla LCN 828. Aggiunti PREMIO 800 alla LCN 828 e RADIO MATER alla LCN 403.
- 3 febbraio 2022: Rinominato 877 in MSSPORT e spostato alla LCN 402.
- 4 febbraio 2022: BIKE, BFC, PREMIO LIVE, PREMIO SPORT e PREMIO 800 diventano provvisori.
- 17 febbraio 2022: Aggiunto GIORNALE RADIO.
- 18 febbraio 2022: Eliminato WELCOME TV.
- 22 febbraio 2022: Eliminata la LCN a EPIQA.
- 25 febbraio 2022: Eliminato CHANNEL 401 e aggiunto SUPERSIX in HbbTV. RADIO CAPRI passa dalla LCN 719 alla 766.
- 2 marzo 2022: Rinominato EPIQUA in RADIO MUSICA, con LCN 824.
- 3 marzo 2022: Eliminato LCN 82.
- 7 marzo 2022: Eliminati BIKE provvisorio, BFC provvisorio, PREMIO LIVE provvisorio, PREMIO SPORT provvisorio e PREMIO 800 provvisorio.
- 1º aprile 2022: Eliminato GIORNALE RADIO e aggiunti PREMIO ACTION, PREMIO GAME, PREMIO ENERGY, PREMIO SPEED, PREMIO TIME, PREMIO VOICE e PREMIO MEDIA.
- 12 aprile 2022: Eliminata la LCN a TELEMODA.
- 14 maggio 2022: Rinominato ZETA TV in 269 ITALIA.
- 20 maggio 2022: Eliminato PREMIO MEDIA e aggiunto Arte Ora TV.
- 21 maggio 2022: Fine delle trasmissioni per TELEMODA che trasmette a schermo nero.
- 24 maggio 2022: Rinominati Capri Casino' e Capri Fashion in CAPRI CASINO' e CAPRI FASHION. RETECAPRI, CAPRI CASINO', CAPRI FASHION e MSSport passano all'alta definizione.
- 25 maggio 2022: Eliminato AMICI NETWORK, TELEMODA viene rinominato in AZZURRA TV e passa all'LCN 224.
- 30 maggio 2022: Eliminati LA GRANDE ITALIA, SUPERSIX e RADIO MUSICA. Aggiunti DELUX 139, PRIMA FREE e FASCINO TV. Rinominato MSSport in MS Sport.
- 3 giugno 2022: MS Sport ripassa alla definizione standard.
- 9 giugno 2022: Eliminato AZZURRA TV. Aggiunto SHOP24.
- 17 giugno 2022: Eliminata la LCN a ODEON 24.
- 22 giugno 2022: Amici per LItalia passa dalla LCN 222 alla 224. Aggiunto Amici per L'Italia alla LCN 222 che trasmette a schermo nero.
- 28 giugno 2022: Chiusura del mux in tutta Italia.

## Servizi

### Canali televisivi presenti al momento della chiusura
| LCN         | Canale                        | Note           |
| ----------- | ----------------------------- | -------------- |
| 122         | RETECAPRI                     | FTA (HDTV)     |
| 139         | DELUXE 139                    | FTA            |
| 149         | CAPRI CASINO'                 | FTA (HDTV)     |
| 170         | PRIMA FREE                    | FTA            |
| 221         | IT CHANNEL                    | FTA            |
| 222         | Amici per L'Italia            | FTA            |
| 223 224     | ITALIA SERA Amici per LItalia | FTA            |
| 225 249 270 | 225 TV 249 SPORT TV1          | FTA            |
| 231         | FASCINO TV                    | FTA            |
| 240         | GENIUS 240                    | FTA            |
| 247         | CAPRI FASHION                 | FTA (HDTV)     |
| 254         | SHOP24                        | FTA            |
| 255         | DONNA SHOPPING                | FTA            |
| 269         | 269 ITALIA                    | FTA            |
| 402         | MS Sport                      | FTA            |
| 403         | RADIO MATER                   | FTA            |
| 413         | PREMIO ACTION                 | cartello HBBTV |
| 416         | PREMIO GAME                   | cartello HBBTV |
| 438         | PREMIO ENERGY                 | cartello HBBTV |
| 439         | PREMIO SPEED                  | cartello HBBTV |
| 441         | PREMIO TIME                   | cartello HBBTV |
| 443         | PREMIO VOICE                  | cartello HBBTV |
| 852         | Arte Ora TV                   | cartello HBBTV |
| -           | ODEON 24                      | FTA            |

### Canali radiofonici presenti al momento della chiusura
| LCN     | Canale      | Note |
| ------- | ----------- | ---- |
| 766 866 | RADIO CAPRI | FTA  |